# Ministério da Guerra (Portugal)

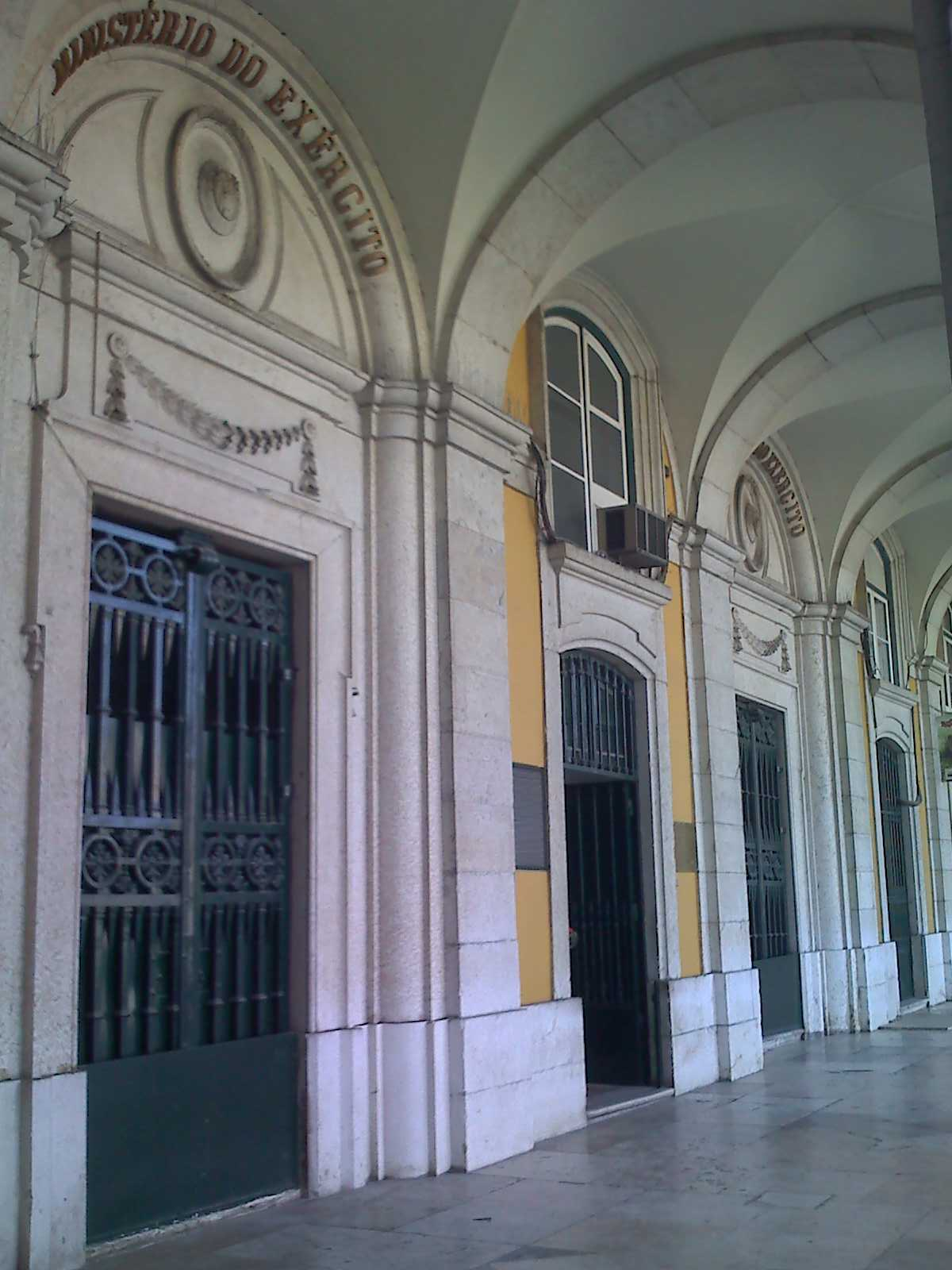
Entradas do antigo Ministério no Complexo ministerial do Terreiro do Paço, ainda hoje ostentando as inscrições "Ministério do Exército".

O Ministério da Guerra (MG) era o antigo departamento governamental de Portugal responsável pela administração dos assuntos relativos ao Exército Português. Em 1950 passou a designar-se "Ministério do Exército (ME)".

## História
O departamento foi criado em 1820, como Secretaria de Estado dos Negócios da Guerra, a partir da separação, em dois ministérios, da antiga Secretaria de Estado dos Negócios Estrangeiros e da Guerra. O termo "secretaria de estado" passou a ser substituído pelo de "ministério" no final do século XIX.
Em 1950, o Ministério da Guerra mudou a sua denominação para "Ministério do Exército", passando parte das suas antigas funções — sobretudo ao nível operacional — para a responsabilidade do então criado Departamento da Defesa Nacional.
A partir do golpe de 25 de Abril de 1974, o ME foi extinto, passando o Chefe do Estado-Maior do Exército (CEME) a ter um estatuto equivalente ao de ministro, assumindo as antigas funções atribuídas ao anterior ministro do Exército.
Na sequência da revisão constitucional de 1982, as antigas funções políticas do ministro do Exército passaram, quase na totalidade, para o ministro da Defesa Nacional, voltando o CEME a ter apenas funções militares.

## Organização
A organização do Ministério da Guerra e do seu sucessor, o Ministério do Exército, acompanhou a própria organização do Exército Português. Apesar das variações, ao longo dos tempos, a organização superior do ministério incluiu, quase sempre, três departamentos principais: um de operações — chefiado pelo Chefe do Estado-Maior do Exército, — um de pessoal — chefiado pelo Ajudante-General — e um de logística — chefiado pelo Quartel-Mestre General. Em algumas organizações, existiu, também, um departamento de material — chefiado pelo Administrador-Geral do Exército.
A última organização do Ministério do Exército ocorreu em 1959 e caraterizou-se por transformar o Chefe do Estado-Maior do Exército no comandante militar do Exército Português, ao qual passaram a estar subordinados todos os seus órgãos e as suas forças. A estrutura tornou-se a seguinte:
- Ministro do Exército
  - Subsecretário de Estado do Exército (passou a secretário de Estado do Exército em 1970)
    - Repartição do Gabinete do Ministro
    - Inspector-Geral do Exército

  - Chefe do Estado-Maior do Exército
    - Repartição do Gabinete do Chefe do Estado-Maior do Exército
    - Ajudante-General do Exército
      - 1.ª Repartição do Estado-Maior do Exército (Pessoal)
      - Direcção do Serviço de Pessoal
      - Direcção do Serviço de Justiça e Disciplina
      - Chefia do Serviço de Preboste
      - Chefia do Serviço de Assistência Religiosa

    - Vice-Chefe do Estado-Maior do Exército
      - 2.ª Repartição do Estado-Maior do Exército (Informações)
      - 3.ª Repartição do Estado-Maior do Exército (Operações e Organização)
      - 5.ª Repartição do Estado-Maior do Exército (Instrução)
      - Direcção-Geral de Instrução
        - Direcção da Arma de Cavalaria
        - Direcção da Arma de Infantaria
        - Direcção da Arma de Artilharia
        - Direcção da Arma de Engenharia
        - Direcção da Arma de Transmissões

      - Chefia do Serviço de Reconhecimento das Transmissões
      - Chefia do Serviço Cartográfico do Exército

    - Quartel-Mestre-General do Exército
      - 4.ª Repartição do Estado-Maior do Exército (Logística)
      - Conselho Administrativo do Estado-Maior do Exército
      - Direcção do Serviço de Saúde
      - Direcção do Serviço de Material
      - Direcção do Serviço de Intendência
      - Direcção do Serviço de Transportes
      - Direcção do Serviço de Fortificações e Obras do Exército
      - Chefia do Serviço de Orçamento e Administração
      - Chefia do Serviço de Verificação de Contas e de Inspecção Administrativa
      - Conselho Fiscal dos Estabelecimentos Fabris do Exército
      - Agência Militar

As forças do Exército estavam dependentes do Chefe do Estado Maior do Exército, através dos comandantes das regiões militares e dos comandos territoriais independentes.

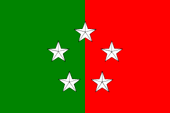
Antiga bandeira distintivo de ministro da Guerra.